# Aeroporti in Macedonia del Nord
| Nome                                   | Città  | ICAO | IATA |
| Aeroporti internazionali               |        |      |      |
| Aeroporto di Ocrida-San Paolo Apostolo | Ocrida | LWOH | OHD  |
| Aeroporto Internazionale di Skopje     | Skopje | LWSK | SKP  |